# Kabayama Sukehide

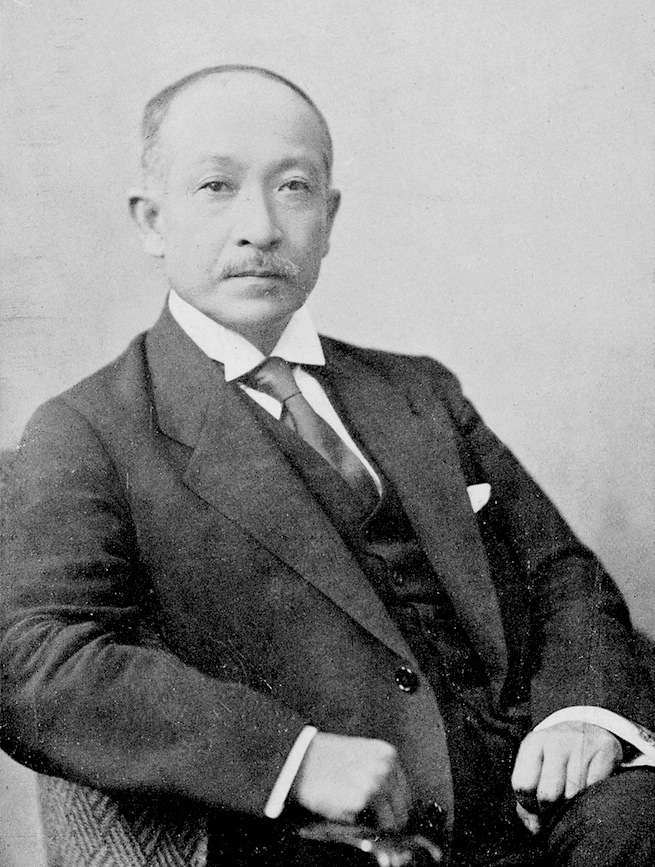
Kabayama Sukehide

Kabayama Sukehide (japanisch 樺山 資英; * 1. Januar 1869 in Kagoshima; † 19. März 1941) war ein japanischer Regierungsbeamter und Politiker, der unter anderem im Kabinett Yamamoto II von 1923 bis 1924 Kabinettsekretär war.

## Leben
Kabayama Sukehide, dessen Vater Kabayama Sukeo Samurai des Kagoshima-Clans, absolvierte ein Studium der Rechtswissenschaften an der Yale University und erwarb dort 1893 einen Doktor der Rechte (LL.D.). Er war Berater (Sanjikan) des ersten Generalgouverneurs von Taiwan Kabayama Sukenori, Sekretär des Kolonialministers Takashima Tomonosuke und gleichzeitig Direktor der Sekretariatsabteilung, Sekretär des Premierministers Matsukata Masayoshi sowie Sekretär des Bildungsministers, bevor er 1900 aus dem öffentlichen Dienst ausschied.
1914 wurde er Geschäftsführer der Südmandschurischen Eisenbahngesellschaft (Minami-Manshū Tetsudō Kabushiki kaisha) und engagierte sich in der Leitung von Fushun Tanko und der Gründung der Anzan-Eisenwerke. Als zentrale Figur der Satsuma-Fraktion übernahm er am 2. September 1923  den Posten des Kabinettsekretärs im Kabinett Yamamoto II und bekleidete diesen bis zum 7. Januar 1924. Als oberster Ratsherr (San’yo) der Restaurierungsabteilung der Kaiserstadt war er maßgeblich am Wiederaufbau der Metropole nach dem großen Kantō-Erdbeben beteiligt. 1924 wurde er zum Mitglied des Kizokuin, des Oberhauses des Reichstages (Teikoku-gikai) ernannt. Er wurde zudem 1934 Präsident der Internationalen Telefongesellschaft (Kokusai denwa) und wurde nach seinem Tode auf dem Friedhof Aoyama beigesetzt.